# Loving Hut
Loving Hut é uma rede de alimentação vegana que conta com mais de 200 lojas ao redor do mundo. Dentre os países lusófonos, apenas no Brasil conta com ao menos uma unidade. Na cidade de São Paulo, uma delas fica no bairro da Vila Mariana e a outra fica na Rua Augusta 1961.